# Радолівка
Ра́долівка —  село в Україні, у Бердянському районі Запорізької області. Населення становить 407 осіб. Орган місцевого самоврядування - Гюнівська сільська рада.

## Географія
Село Радолівка знаходиться у витоком річки Сасикулак, на відстані 3 км від села Гюнівка.

## Історія
Село засноване 1862 року як колонія болгарських переселенців з Бесcарабії, зокрема населеного пункту Караклій. Назва села походить від імені одного з перших поселенців - Радула, і спочатку поселення називалося Радулівка. (Така версія походження назви фігурує у книзі В. Фоменка «Звідки ця назва?»). Але, можливо, село було названо на честь болгарського просвітителя, першого директора Болградської гімназії [[[:bg:Сава Радулов|Сави|Радулова]]]. Сава Радулов був видатним педагогом, автором багатьох підручників, а також видавець, який віддавав усі свої сили, знання та досвід просвіті протягом 25 років, які він прожив у Болграді серед бессарабських болгар. За свою діяльність Сава Радулова проголошено почесним членом Болгарської академії наук. Нинішня назва — Радолівка, була отримана 1924 року. 
Після ліквідації Приморського району 19 липня 2020 року селище увійшло до Бердянського району.